# Elsterheide
Elsterheide, obersorbisch Halštrowska Holaⓘ, ist die flächenmäßig zweitgrößte Gemeinde im sächsischen Landkreis Bautzen. Sie liegt im Norden des Landkreises und gehört zum amtlichen Siedlungsgebiet der Sorben.

## Lage
Die Gemeinde befindet sich ca. 5 km nordwestlich von Hoyerswerda und grenzt im Norden an das Land Brandenburg. Benachbarte Gemeinden sind Neu-Seeland, Welzow und die Stadt Spremberg (alle in Brandenburg) im Norden, Spreetal im Osten, die Stadt Hoyerswerda im Süden, Lauta im Südwesten sowie die Stadt Senftenberg (wieder in Brandenburg) im Westen.
Das Gemeindegebiet befindet sich im Lausitzer Seenland. So liegen der Neuwieser See, der Blunoer Südsee, der Sabrodter See, der Geierswalder See, der Bergener See, der Partwitzer See, der Lugteich, der Kortitzmühler See und der Spreetaler See im Gemeindegebiet. Insgesamt wurde mehr als die Hälfte des heutigen Gemeindeterritoriums durch den Braunkohletagebau verändert. Durch den Ort fließt die Schwarze Elster.

## Gemeindegliederung
Zur Gemeinde Elsterheide gehören die folgenden Ortsteile:
| - Bergen (Hory), 639 Einwohner - Bluno (Bluń), 414 Ew. - Geierswalde (Lejno), 304 Ew. - Klein Partwitz (Bjezdowy), 333 Ew. - Nardt (Narć), 382 Ew. | - Neuwiese (Nowa Łuka), 181 Ew. - Sabrodt (Zabrod), 281 Ew. - Seidewinkel (Židźino), 469 Ew. - Tätzschwitz (Ptačecy), 521 Ew. |

## Geschichte
Die Ortsteile Bluno, Nardt, Sabrodt und Tätzschwitz wurden im Zuge der Germanisierung slawischer Ortsnamen durch die Nationalsozialisten im Jahr 1936 „eingedeutscht“ und hießen so bis 1945 „Blunau“, „Elsterhorst“, „Wolfsfurt“ und „Vogelhain“. Nach dem Ende des Zweiten Weltkrieges erhielten die Orte ihre ursprünglichen Namen zurück.
Von 1938 bis Anfang 1948 bestand in Nardt das von der Wehrmacht errichtete Lager Elsterhorst, das im Zweiten Weltkrieg als Offizierslager, anschließend als sowjetisches Kriegsgefangenenlager und als Durchgangslager für heimkehrende deutsche Soldaten und Vertriebene benutzt wurde.
Die Gemeinde Elsterheide entstand zum 1. Juli 1995 aus den einst eigenständigen Gemeinden Neuwiese, Sabrodt, Nardt, Klein Partwitz, Seidewinkel, Tätzschwitz, Bluno und Geierswalde. Der Ortsteil Bergen wurde bereits am 1. April 1938 nach Neuwiese eingemeindet.

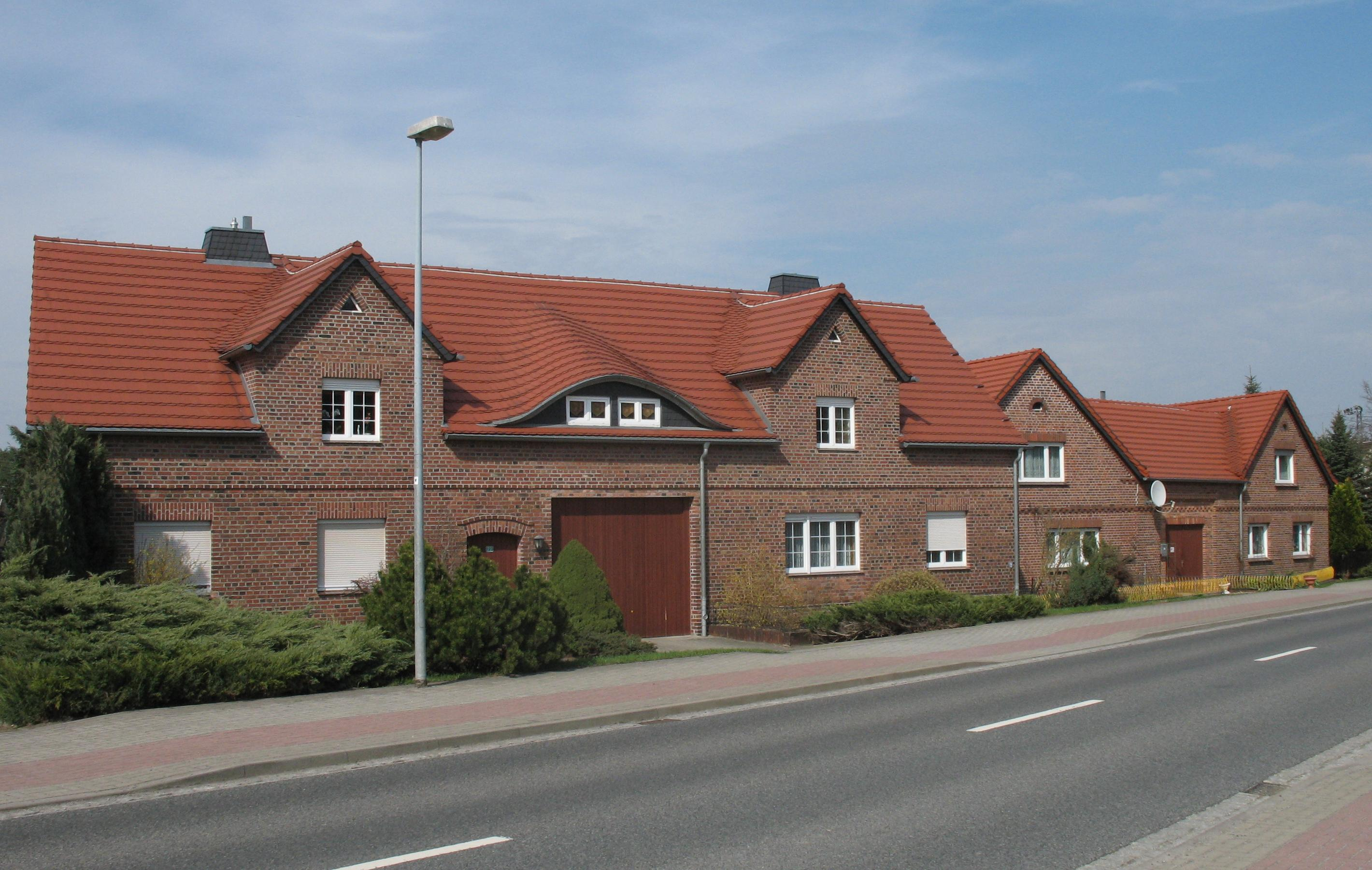
Nardt
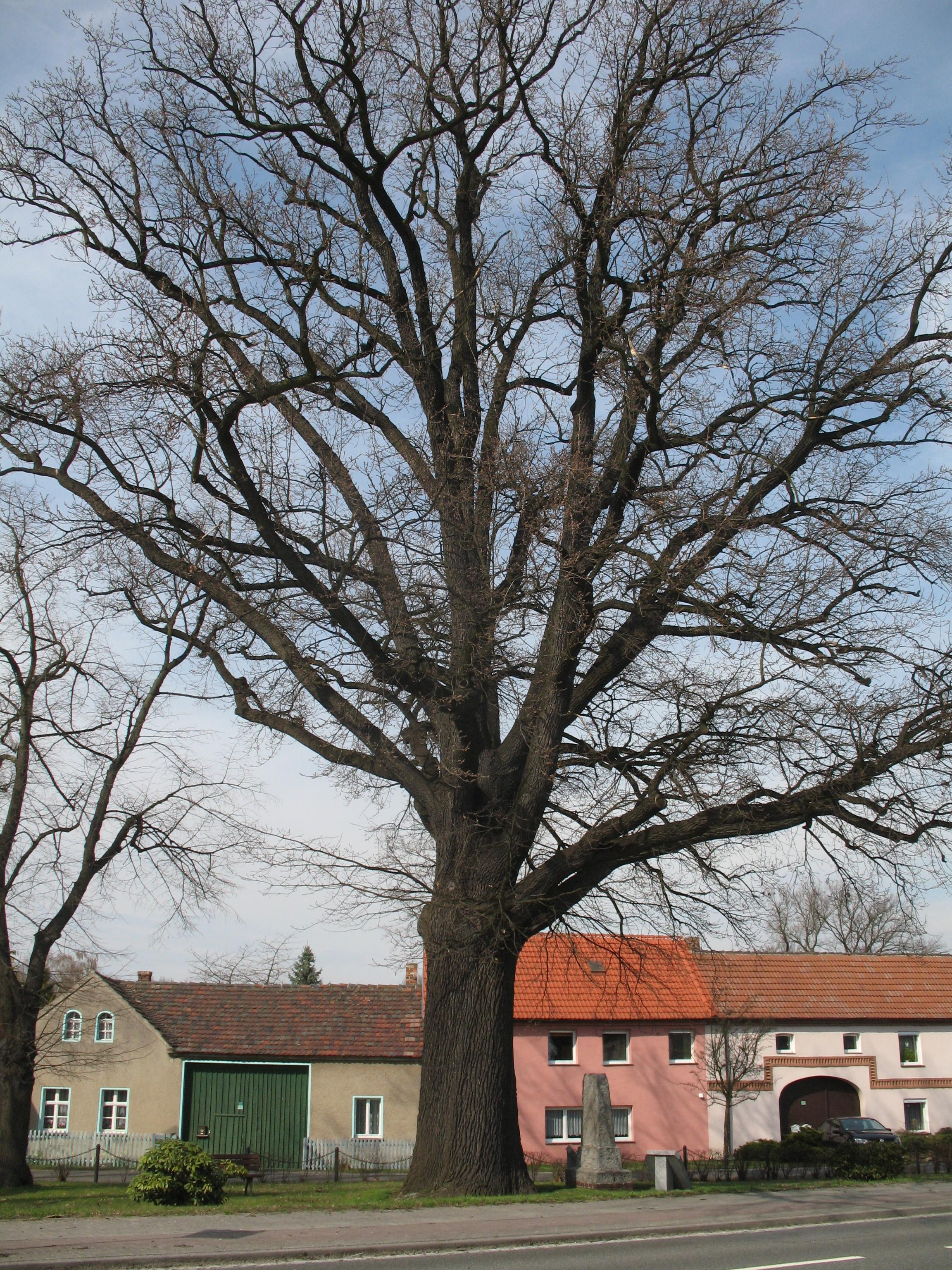
Eiche in Nardt
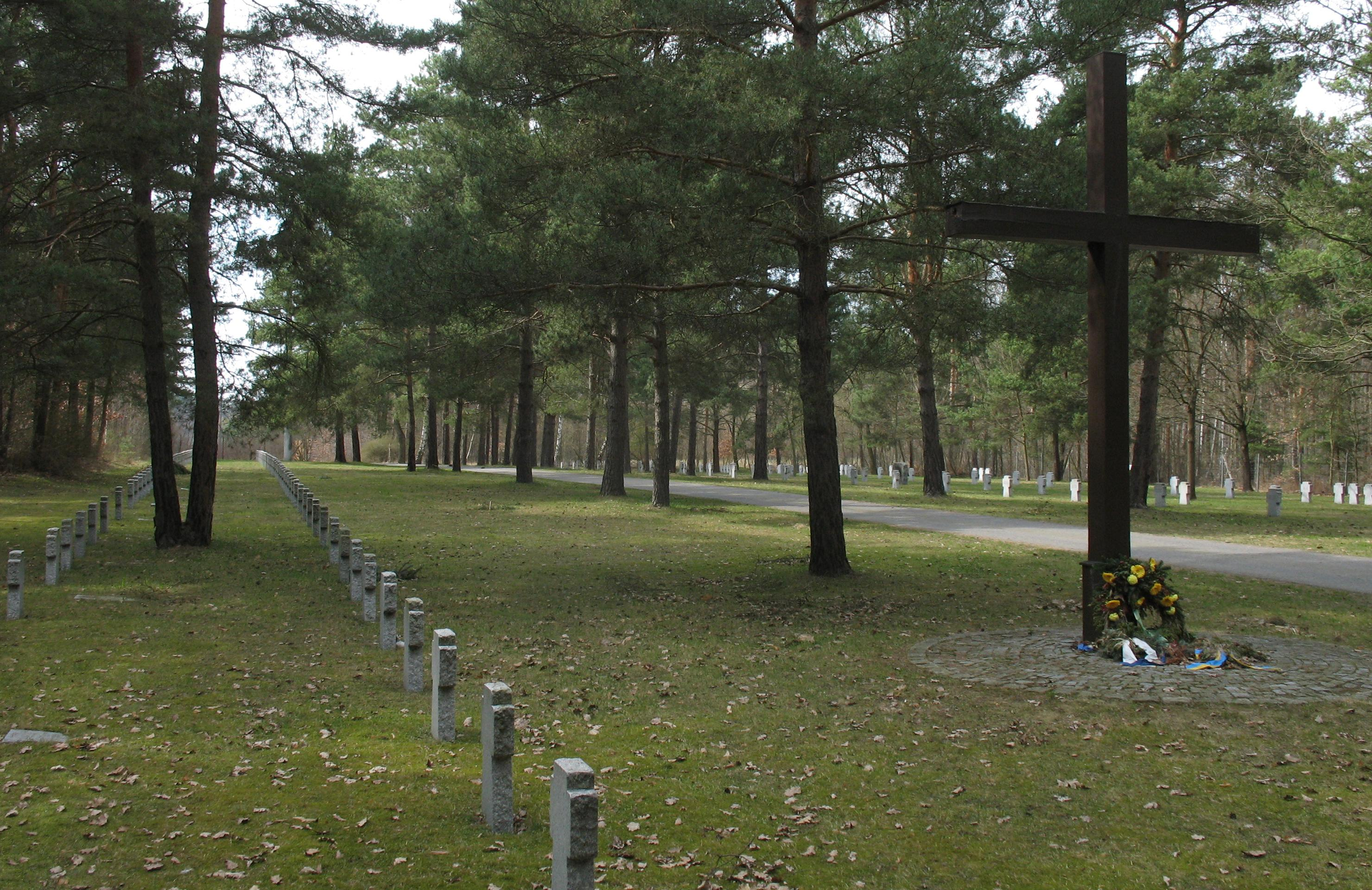
Kriegsgräberstätte in Nardt

## Bevölkerung und Sprache
Gemäß der Statistik von Arnošt Muka aus den Jahren 1884/85 war die Einwohnerschaft der heutigen Ortsteile von Elsterheide damals noch fast ausschließlich sorbischsprachig. Der sorbische Bevölkerungsanteil lag durchgängig über 98 %. Bis zum Jahr 1956 war er im heutigen Gemeindegebiet auf 68,4 % gesunken, wobei in Klein Partwitz noch 83 % der Einwohner Sorbisch sprachen, während es in Geierswalde nur noch 49 % waren. Der Sprachwechsel zum Deutschen erfolgte überwiegend erst in der zweiten Hälfte des 20. Jahrhunderts.

## Politik

### Gemeinderat
Der Gemeinderat besteht aus 16 Gemeindevertretern und der hauptamtlichen Bürgermeisterin. Die letzten Kommunalwahlen hatten folgende Ergebnisse:
| Gemeinderat seit 2024Insgesamt 16 Sitze - WE: 6 - WdL: 2 - Bluno: 1 - CDU: 7 | Partei/Wählervereinigung                                             | 2024   | 2024   | 2019   | 2019   | 2014   | 2014   |
| Gemeinderat seit 2024Insgesamt 16 Sitze - WE: 6 - WdL: 2 - Bluno: 1 - CDU: 7 | Partei/Wählervereinigung                                             | Sitze  | in %   | Sitze  | in %   | Sitze  | in %   |
| Gemeinderat seit 2024Insgesamt 16 Sitze - WE: 6 - WdL: 2 - Bluno: 1 - CDU: 7 | CDU                                                                  | 7      | 39,8   | 8      | 49,5   | 10     | 54,5   |
| Gemeinderat seit 2024Insgesamt 16 Sitze - WE: 6 - WdL: 2 - Bluno: 1 - CDU: 7 | Wählervereinigung Elsterheide1                                       | 6      | 39,3   | 6      | 39,2   | 4      | 27,4   |
| Gemeinderat seit 2024Insgesamt 16 Sitze - WE: 6 - WdL: 2 - Bluno: 1 - CDU: 7 | Wählergruppe dörflicher Lebensqualität                               | 2      | 12,1   | –      | –      | –      | –      |
| Gemeinderat seit 2024Insgesamt 16 Sitze - WE: 6 - WdL: 2 - Bluno: 1 - CDU: 7 | Freunde der Antennengemeinschaft Bluno, der FFW Bluno, des LSV Bluno | 1      | 8,8    | 2      | 11,3   | 2      | 12,7   |
| Gemeinderat seit 2024Insgesamt 16 Sitze - WE: 6 - WdL: 2 - Bluno: 1 - CDU: 7 | Die Linke                                                            | –      | –      | –      | –      | –      | 5,4    |
| Gemeinderat seit 2024Insgesamt 16 Sitze - WE: 6 - WdL: 2 - Bluno: 1 - CDU: 7 | Wahlbeteiligung                                                      | 79,4 % | 79,4 % | 74,7 % | 74,7 % | 62,9 % | 62,9 % |

1 Die Wählervereinigung Elsterheide wurde vor der Kommunalwahl 2019 durch den Zusammenschluss der Wählervereinigungen Geierswalde, Klein Partwitz und Tätzschwitz gebildet. Das Ergebnis der Kommunalwahl 2014 entspricht dem aufsummierten Ergebnis der drei Wählervereinigungen (WV Tätzschwitz: 11,6 %, 2 Sitze; WV Geierswalde: 10,2 %, 1 Sitz; WV Klein Partwitz: 5,6 %, 1 Sitz).

### Bürgermeister
- 1995–2023: Dietmar Koark (CDU)
- seit 2023: Antje Gasterstädt (parteilos, CDU-Mandat)

Antje Gasterstädt wurde in der Bürgermeisterwahl am 3. September 2023 mit 66,7 % der Stimmen für eine Amtszeit von sieben Jahren gewählt. Sie trat das Amt am 13. Oktober 2023 an.
| Wahl | Bürgermeister         | Vorschlag | Wahlergebnis (in %) |
| ---- | --------------------- | --------- | ------------------- |
| 2023 | Antje Gasterstädt     | CDU       | 66,7                |
| 2016 | Dietmar Karsten Koark | CDU       | 97,0                |
| 2009 | Dietmar Karsten Koark | CDU       | 97,0                |
| 2002 | Dietmar Karsten Koark | CDU       | 96,3                |

## Infrastruktur
Durch den Ortsteil Nardt führt die Bundesstraße 96 und durch den Ortsteil Bluno die Bundesstraße 156. Im Ortsteil Nardt befindet sich ein Flugplatz. Die Bahnstrecke Knappenrode–Sornoer Buden dient ausschließlich dem Güterverkehr.

## Kultur und Sehenswürdigkeiten
- siehe auch: Liste der Kulturdenkmale in Elsterheide

- Fachwerkkirche in Bluno
- Ostereiermuseum

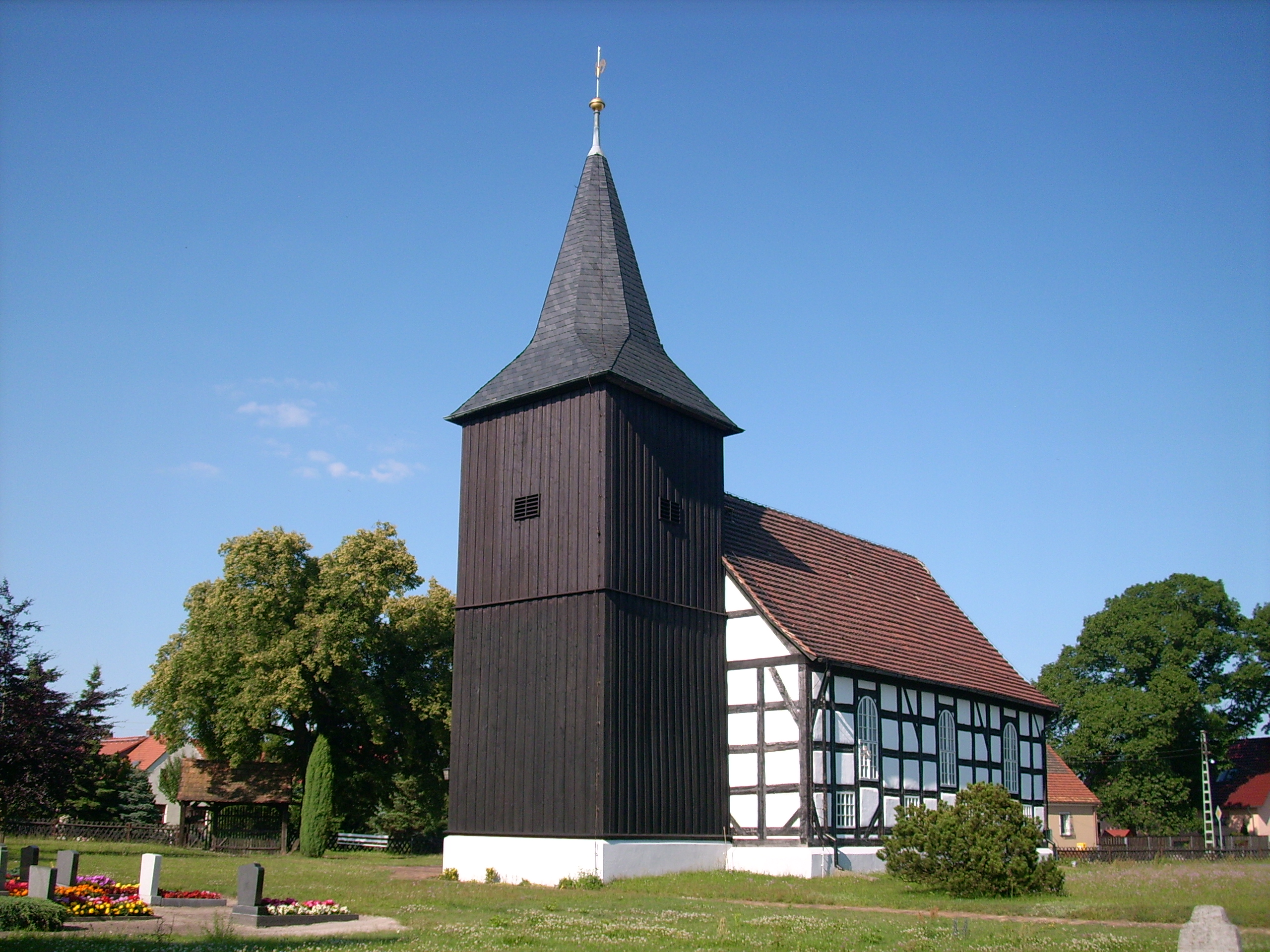
Kirche in Bluno

- Wassenburg, eine ehemalige Mühle und beliebtes Ausflugsziel am Altlauf der Schwarzen Elster[10]
- Schrotholzscheune Bergen
- Tätzschwitzer Schulstube
- Sorbische Bauernstube Bergen
- Sabrodter Heimatstube
- Lausitzer Seenland

## Regelmäßige Veranstaltungen
- Vogelhochzeit: Am 25. Januar feiern die Kinder die Vogelhochzeit. Am Vorabend stellen die Kinder leere Teller ans Fenster und erhalten diese mit Süßigkeiten und Gebäck in Vogel- und Nestform gefüllt zurück.[11]
- Fastnacht
- Ostermarkt
- Osterfeuer
- Hexenbrennen[11]
- Maibaumstellen[11]
- Maibaumwerfen[11]
- Kirmes[11]
- Kartoffelball[11]